# Puchar Polski w piłce siatkowej mężczyzn (1954)
Puchar Polski w piłce siatkowej mężczyzn 1954 (Puchar GKKF) – 11. sezon rozgrywek o siatkarski Puchar Polski, rozgrywany od 1932 roku.

## Klasyfikacja końcowa
| Miejsce | Drużyna          |
| ------- | ---------------- |
| 1.      | AZS-AWF Warszawa |
| 2.      | Gwardia Wrocław  |
| 3.      | Gwardia Gdańsk   |
| 4.      | Budowlani Toruń  |
| 5.      | AZS Kraków       |
| 6.      | CKWS Warszawa    |
| 7.      | Gwardia Warszawa |
| 8.      | AZS Gliwice      |